# C. B. Fry
Charles Burgess Fry, dit C. B. Fry, est un joueur de cricket, footballeur, athlète, rugbyman, écrivain, éditeur, enseignant et diplomate anglais né à West Croydon le 25 avril 1872 et mort à Childs Hill le 7 septembre 1956. Il est sélectionné une fois avec l'équipe d'Angleterre de football en 1901 et dispute vingt-six test-matchs avec l'équipe d'Angleterre de cricket entre 1896 et 1912. En athlétisme, Fry égale en 1893 le record du monde de saut en longueur.

## Biographie

### Carrières sportives

#### Athlétisme
Le 5 mars 1893, à Oxford, alors qu'il est étudiant au Wadham College, Fry égale le record du monde de saut en longueur de l'Américain Charles Reber, 7,17 mètres. Le record est battu l'année suivante par l'Irlandais John Mooney. Il occupe un temps le poste de président du club de l'université. Il ne participe plus à aucune compétition d'athlétisme après ses études.

#### Cricket
Fry dispute sa première rencontre de first-class cricket avec Oxford University en 1892. Il est d'ailleurs sélectionné au sein de l'équipe au cours de chacune de ses années d'études. Au début de sa carrière, il est un all-rounder, c'est-à-dire un joueur utilisé à la fois pour ses capacités de batteur et de lanceur. En 1898, plusieurs arbitres jugent ses lancers non réglementaires. Il est alors très rare pour les arbitres de remettre en cause les faits et gestes d'un « Gentleman », c'est-à-dire un amateur. Il est l'un des cas étudiés lorsque les capitaines des équipes du County Championship se réunissent en 1900. Il est alors obligé de se concentrer sur le rôle de batteur.
Il joue pour le Sussex de 1894 à 1908 et occupe le poste de capitaine de 1904 à sa dernière saison avec le club. Pendant plusieurs saisons, il y est associé avec celui qui devient son ami, le prince indien K. S. Ranjitsinjhi, dit Ranji. Fry participe à une tournée en Afrique du Sud en 1895-1896, et y dispute ses premiers test-matchs avec l'équipe d'Angleterre.